# Break Every Rule
Break Every Rule é um álbum de Tina Turner, lançado em 5 de setembro de 1986, pelo selo Capitol Records, sendo seu sexto álbum em estúdio, e é a continuação do primeiro álbum solo da cantora, Private Dancer. Chegou à segunda posição no UK albums chart e produziu um grande número de hits pelo mundo. Nos Estados Unidos, o single de maior sucesso foi "Typical Male" que ficou na segunda posição do Billboard Hot 100. O álbum foi um sucesso da cantora, vendendo mais de um milhão de cópias nos Estados Unidos.

### Presença em Trilhas Sonoras
Duas canções desse álbum intergraram trilhas sonoras de novelas. A primeira "Two People" integrou a trilha sonora internacional da novela "O Outro", exibida em 1987 pela TV Globo, como tema dos personagens "Pedro Ernesto" e "Zezinha", interpretados por Marcos Frota e Claudia Abreu. Depois foi a vez da canção "Paradise Is Here" ser incluída na trilha sonora internacional da novela "Sassaricando", exibida pela Rede Globo entre 1987 e 1988 como tema da personagem "Tancinha", interpretada por Claudia Raia. "Typical Male" chegou a tocar no último capítulo de "Cambalacho" em 1986, para a personagem "Tina Pepper", interpretada por Regina Casé, mas não foi incluída na trilha sonora da novela.
| Críticas profissionais                                                      | Críticas profissionais |
| Avaliações da crítica                                                       | Avaliações da crítica  |
| Fonte                                                                       | Avaliação              |
| --------------------------------------------------------------------------- | ---------------------- |
| allmusic                                                                    | [ 6 ]                  |
| Rolling Stone                                                               | (sem nota)             |
| Esta tabela precisa de ser acompanhada por texto em prosa. Consulte o guia. |                        |

## Faixas
1. "Typical Male" (Britten/Lyle) - 4:18
2. "What You Get Is What You See" (Britten/Lyle) - 4:31
3. "Two People" (Britten/Lyle) - 4:11
4. "Till The Right Man Comes Along" (Britten/Lyle) - 4:11
5. "Afterglow" (Britten/Lyle) - 4:30
6. "Girls" (Bowie/Kizilcay) - 4:56
7. "Back Where You Started" (Adams/Valance) - 4:27
8. "Break Every Rule" (Hine/Obsto) - 4:02
9. "Overnight Sensation" (Knopfler) - 4:40
10. "Paradise Is Here" (Brady) - 5:35
11. "I'll Be Thunder" (Hine/Obsto) - 5:21

## Integrantes
- Bryan Adams - Guitarra, piano, vocal, backing vocal
- Albert Boekholt - Sintetizador, programação
- Terry Britten - Baixo, guitarra, vocal, backing vocal, programação de bateria
- Sam Brown - Vocal, backing vocal
- Jack Bruno - Bateria
- Margot Buchanan - Vocal, backing vocal
- Tim Capello - Teclado, saxofone
- Jimmy Chambers - Vocal, backing vocal
- George Chandler - Vocal, backing vocal
- Bob Clearmountain - Engenharia, Mixagem
- Phil Collins - Bateria
- Mickey Curry - Bateria
- Roger Davies - Diretor
- Neil Dorfsman - Produtor, engenaria
- Mickey Feat - Baixo, guitarra
- Guy Fletcher - Teclado
- Stuart Furusho - Mastering
- Mike Ging - Assistente de engenharia
- Nick Glennie-Smith - Teclado, arranjo
- Dr. Paul Hamilton - Assistente de engenharia, assistente de mixagem
- Rupert Hine - Baixo, arranjo, teclado, vocal, backing vocal, multi-instrumentos
- John Hudson - Engenharia, mixagem
- Garry Katell - Percussão
- Mark Knopfler - Guitarra
- Jamie Lane - Bateria
- Billy Livsey - Teclado
- Graham Lyle - bandolim
- Tom Mandel - Organ
- Stephen Marcussen - Mastering
- Branford Marsalis - Saxofone, saxofone (soprano)
- Mark McKenna - Assistente engenharia, assistente de mixagem
- Richard Moakes - Assistente engenharia, assistente de mixagem
- Tessa Niles - Vocal, backing vocal
- Frank Ricotti - Percussão
- Steve Rinkoff - Assistente engenharia, assistente de mixagem
- Herb Ritts - Fotografia
- Keigh Scott - Guitarra
- Keith Scott - Guitarra
- Stephen W. Tayler - Engenharia, mixagem
- Dave Taylor - Guitarra (bass)
- David Taylor - Trombone
- Tina Turner - Vocal, backing vocal
- Jim Vallance - Percussão
- Jamie West-Oram - Guitarra
- Steve Winwood - Sintetizador